# Bao vây Đại học Bách khoa Hồng Kông
Bao vây Đại học Bách khoa Hồng Kông là một phần của cuộc biểu tình tại Hồng Kông năm 2019 xảy ra trong khuôn viên của trường Đại học Bách khoa Hồng Kông.
Người biểu tình ban đầu thiết lập một rào chắn ở các khu vực gần trường đại học để bảo vệ khỏi sự tấn công của Lực lượng Cảnh sát Hồng Kông (HKPF). Một số người đã cố gắng để phá bỏ các rào chắn. Cảnh sát đã sử dụng và vòi rồng nhuộm màu xanh trộn với các chất hóa học để bắn vào người biểu tình. Những người biểu tình phản ứng lại bằng cách ném gạch và bom xăng. Sau đó, cảnh sát đã chặn các lối thoát khác nhau trong khuôn viên trường và cấm người biểu tình rời đi. Cảnh sát lái một chiếc xe bọc thép vào khuôn viên trường, bắt giữ những người sơ cứu, tình nguyện viên dịch vụ y tế và phóng viên. Cảnh sát cũng đã phóng rất nhiều bình chứa khí CS vào các sinh viên và người biểu tình trong trường Đại học, nằm ở khu vực đông dân cư của Cửu Long, mặc dù có bằng chứng cho thấy khí này có thể gây tổn thương phổi nghiêm trọng và gây tổn hại đáng kể đến tim và gan của bất kỳ ai hít nó.
Vào ngày 18 tháng 11, cảnh sát đã phóng 1.491 hộp hơi cay vào người biểu tình và cũng như bắn 1.981 viên đạn cao su, túi đậu và lựu đạn bọt biển. Vào ngày 19 tháng 11, các bệnh viện của thành phố đã bị choáng ngợp bởi số lượng người biểu tình cần được chăm sóc y tế khẩn cấp do cuộc bao vây gây ra, và khuyên người dân không nên sử dụng phòng cấp cứu trừ khi thực sự cần thiết.

## 17 tháng 11
Vào khoảng 10 giờ sáng, một số người dân đã cố gắng dọn sạch các rào chắn giữa Austin Road và Chatham Road South, gần Nhà thờ Mân côi. Trong khi họ đang mang chướng ngại vật như những viên gạch lên vỉa hè, nhưng những người biểu tình đã ngăn họ tháo dỡ các rào chắn. Trong cuộc đối đầu, những viên gạch đã được ném về phía những người dọn dẹp các chướng ngại vật. Cảnh sát chống bạo động đến vào khoảng 11 giờ sáng và đối chất với người biểu tình và bắn hơi cay và đạn cao su vào họ. Những người biểu tình đã phản ứng lại bằng cách ném gạch và bom xăng.
Khoảng 9 giờ tối, Cảnh sát tuyên bố công khai rằng bất kỳ ai bị bắt trong khuôn viên Đại học Bách khoa sẽ phải đối mặt với cáo buộc bạo loạn, kể cả bất kỳ ai cố gắng đi vào hoặc giúp đỡ mọi người bên trong. Ở thời điểm này, Cảnh sát nói thêm rằng bất kỳ ai trong khuôn viên trường cũng có thể yên tâm rời khỏi thông qua lối ra tại Y-core. Tuy nhiên, HKPF đã phục kích và bắt giữ tất cả những người rời khỏi Y-core. Trong số những người bị bắt có nhân viên đại học, phóng viên, nhân viên xã hội, tình nguyện viên dịch vụ y tế, bác sĩ và y tá.
Chính quyền Đại học Bách khoa đã đưa ra một tuyên bố nói rằng những người biểu tình đã làm hỏng phòng thí nghiệm của họ và lấy đi các hóa chất nguy hiểm. Kể từ đó, mối lo ngại về an toàn công cộng gia tăng khi Đại học Trung Quốc, Đại học Bách khoa và Đại học Thành phố đều báo cáo với cảnh sát rằng một số hóa chất độc hại, ăn mòn hoặc dễ cháy và chết người đã bị đánh cắp từ phòng thí nghiệm của họ.

## 18 tháng 11
Giám mục phụ tá Hồng Kông Giuse Hạ Chí Thành và một số nhà lập pháp ủng hộ dân chủ yêu cầu gặp chỉ huy của HKPF, hy vọng rằng cuộc khủng hoảng có thể được giải quyết theo cách hòa bình, nhưng HKPF đã từ chối thảo luận. Sau đó, các nhà lập pháp dân chủ đã tổ chức một cuộc họp báo và tuyên bố rằng có một cuộc khủng hoảng nhân đạo nghiêm trọng xảy ra bên trong Đại học Bách khoa và yêu cầu Carrie Lam lên tiếng và chấm dứt khủng hoảng ngay lập tức để tránh mọi hậu quả nghiêm trọng.
Vào lúc 9 giờ sáng, trong khi một phóng viên của RTHK làm theo chỉ dẫn của Cảnh sát HK, đi đến nơi được chỉ định để chuyển sang các đồng nghiệp khác, cảnh sát chống bạo động đã hét vào nhà báo và ra lệnh cho anh ta giơ tay lên để kiểm tra ID báo chí và HKID. Khi phóng viên cố gắng xác định rằng anh chỉ muốn thay đổi, cảnh sát chống bạo động nói rằng "bạn không thể" và yêu cầu anh ta phải đi theo những con đường khác để rời đi. Đầu anh ta bị cảnh sát giữ ở một điểm súng khi anh ta rời đi. Ngoài ra, khi các phóng viên khác của RTHK đi qua Đường hầm xuyên cảng và muốn bắn một phát cho khu vực của HKPU, họ cũng đã bị cảnh sát chống bạo động chặn lại và yêu cầu rời khỏi. Cảnh sát cũng chỉ ra rằng tất cả những người bên trong HKPU, sẽ bị buộc tội vì tham gia vào một cuộc bạo loạn.
Vào lúc 11 giờ sáng, Lực lượng cảnh sát Hồng Kông đã bắn hơi cay vào Bệnh viện Queen Elizabeth, khiến một số người biểu tình bị thương  và buộc bệnh viện phải đình chỉ các dịch vụ chuyên khoa và sử dụng băng nhựa để bịt kín cửa sổ và cửa ra vào.

## 19–27 tháng 11
Cảnh sát chống bạo động tiếp tục làm những người biểu tình bên trong trường đại học mắc kẹt trong khi cuộc đình công vẫn tiếp diễn, với những sinh viên tuyệt vọng thoát khỏi PolyU. Một số người đã được xác nhận bỏ trốn bằng những ròng rọc bên dưới một trong những cây cầu của trường đại học, hoặc trong một số trường hợp, thông qua hệ thống nước thải. Những người biểu tình cũng thông báo 'không có cách nào để rời đi'. Số người biểu tình vẫn bị mắc kẹt bên trong tòa nhà đang bị tranh cãi, vì cảnh sát tuyên bố con số này vào khoảng 80 - 100  trong khi những người biểu tình cho rằng con số này vào khoảng 200.
Vào những ngày tiếp theo, nhiều người biểu tình từ PolyU đã đầu hàng cảnh sát. Cuộc bao vây tiếp tục vào ngày 23 tháng 11, với khoảng 50 người biểu tình còn lại. Tình trạng vệ sinh trong khuôn viên trường nhanh chóng xuống cấp, và những người biểu tình bên trong cho biết họ bị các vấn đề về tinh thần và thể chất.

## 28–29 tháng 11: Kết thúc
Giữa số lượng người biểu tình đang giảm dần trong trường đại học, cảnh sát đã vào trường vào ngày 28 tháng 11 để tìm kiếm những người bên trong và để dọn dẹp các vật liệu nguy hiểm. Sau một cuộc tìm kiếm kéo dài hai ngày không tìm thấy bất kỳ người nào còn lại. Các trường đại học vẫn đóng cửa cho đến khi khuôn viên được coi là an toàn, vì bom xăng và vũ khí khác tiếp tục được tìm thấy trong khuôn viên trường. Hơn 1.100 người đã bị bắt trong và xung quanh PolyU trong quá trình bao vây.

## Phản ứng

#### Cộng hòa Nhân dân Trung Hoa
Tổng biên tập tờ Thời báo Hoàn Cầu Hu Xijin thuyết phục những người biểu tình bị bắn và ủng hộ cảnh sát nên được miễn mọi trách nhiệm ngay cả khi những người biểu tình bị bắn trọng thương.

#### Hoa Kỳ
- Jim McGocate, người từng là thành viên của Hạ viện Hoa Kỳ, nhấn mạnh rằng toàn bộ thế giới đang theo dõi tình hình ở Hồng Kông; rằng bạo lực hơn nữa sẽ chỉ làm tình hình tồi tệ hơn và yêu cầu Chính phủ Hồng Kông tự kiểm soát.[37][38]

#### Vương quốc Anh
- Malcolm Rifkind, cựu Ngoại trưởng Anh về các vấn đề đối ngoại và thịnh vượng chung, kêu gọi Carrie Lam ra lệnh cho cảnh sát không sử dụng đạn dược.[37]
- Natalie Bennett, cựu lãnh đạo Đảng Xanh của Anh và xứ Wales cho biết bà đã nhận được nhiều yêu cầu cấp quốc tế, và yêu cầu chính phủ Anh phải thốt ra mọi biện pháp để hòa giải tình hình.
- David Alton, một thành viên của Thượng Nghị viện Vương quốc Liên hiệp Anh và Bắc Ireland, nhấn mạnh rằng việc đổ máu phải dừng lại, trong khi Carrie Lam phải hành động ngay lập tức để ngăn chặn thảm kịch.

#### Đài Loan
Wang Dan, một nhà hoạt động chính trong phong trào dân chủ Trung Quốc và hiện đang ở Đài Loan, nói trên Facebook rằng nếu chính phủ Trung Quốc giết người Hồng Kông và lặp lại sự kiện Thiên An Môn năm 1989, anh ta sẽ kết nối với tất cả nền dân chủ Trung Quốc ở nước ngoài quyền hạn và các tổ chức nhân quyền để tẩy chay Thế vận hội mùa đông 2022 tại Bắc Kinh.